# Virgin Mobile Canada

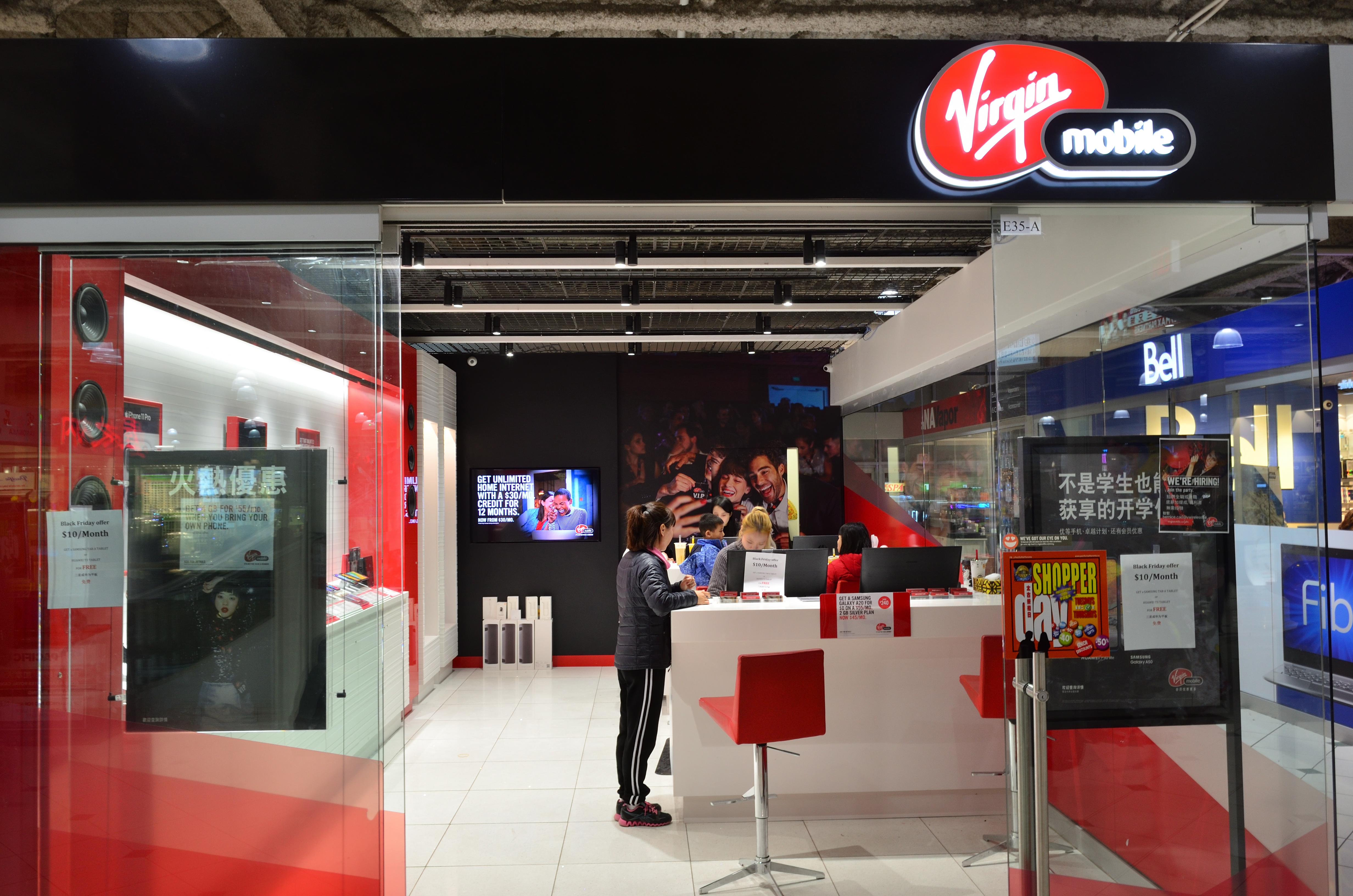
Virgin Mobile en Pacific Mall

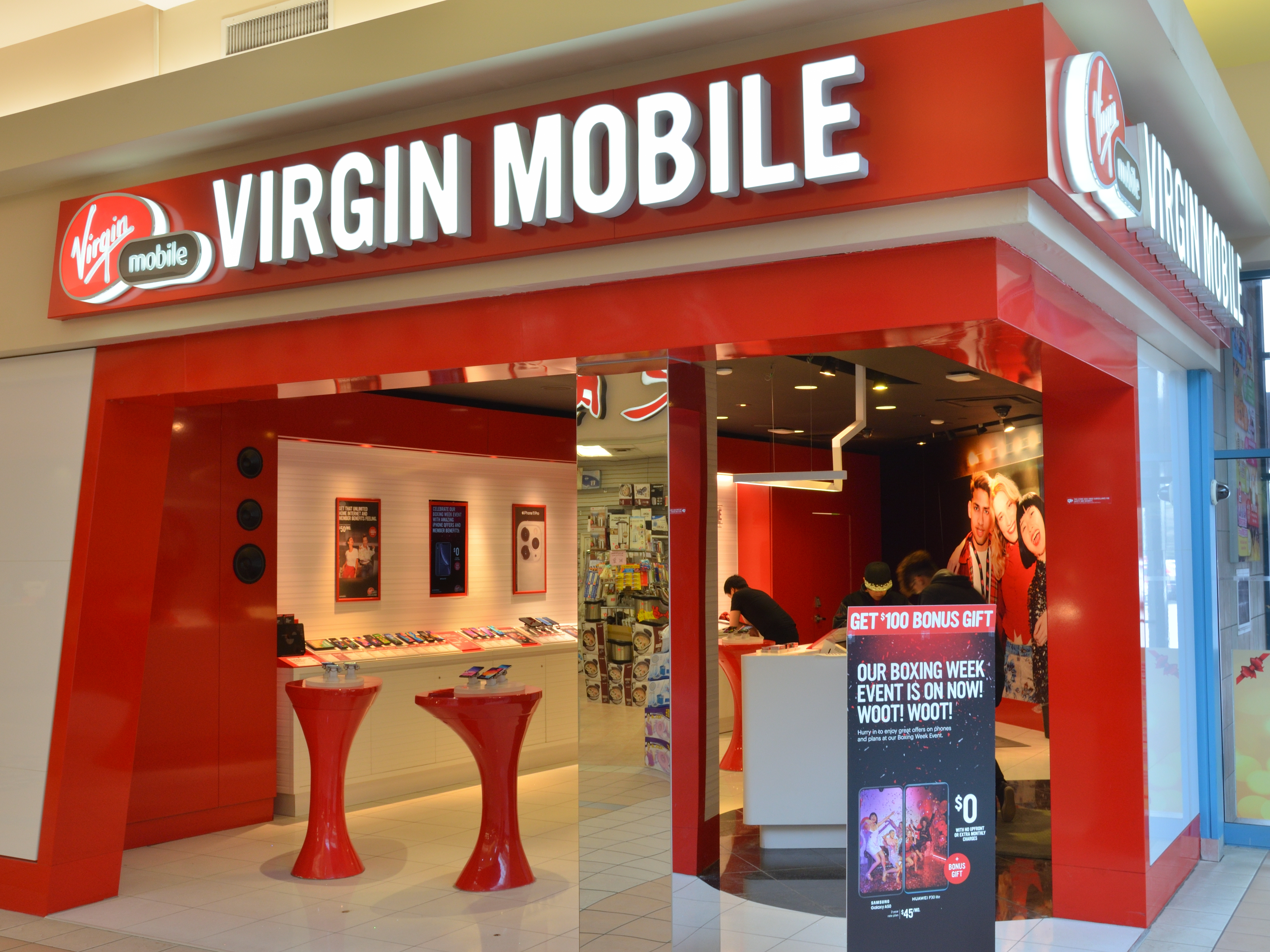
Virgin Mobile en First Markham Place

Virgin Plus es un proveedor de servicios inalámbricos de comunicaciones de voz, texto y datos en todo Canadá mediante pospago y prepago. También ofrecen servicios de Internet residencial en áreas seleccionadas de Ontario y Quebec. Lanzado el 1 de marzo de 2005 como una empresa conjunta entre Virgin Group y BCE Inc., BCE tomó la propiedad exclusiva el 1 de julio de 2009 cuando cerró un trato para comprar la participación que aún no poseía. Virgin Mobile llama a sus clientes 'Miembros' y ofrece un programa de Beneficios para Miembros, que brinda a sus clientes ofertas especiales, descuentos y experiencias VIP.